# 3700 Geowilliams
3700 Geowilliams (1984 UL2) là một tiểu hành tinh vành đai chính được phát hiện ngày 23 tháng 10 năm 1984 bởi Shoemaker, C. và Shoemaker, E. ở Palomar.